# Pace (Fabrizio Moro)
Pace è l'ottavo album in studio del cantautore italiano Fabrizio Moro, pubblicato il 10 marzo 2017 dalla Sony Music.

## Descrizione
Il disco è stato anticipato l'anno precedente dal singolo Sono anni che ti aspetto ed è stato lanciato durante il 67º Festival di Sanremo, al quale l'artista ha partecipato con il brano Portami via, classificandosi al settimo posto. Contiene inoltre il brano Pace, che dà il nome all'album ed è stato presentato in anteprima sui social e successivamente in un live all'Auditorium Parco della Musica durante l'estate 2015.
Pochi giorni prima dell'uscita ufficiale dell'album, è stata resa disponibile in vendita e in preascolto L'essenza. Il disco contiene un duetto, prima volta in assoluto in un album di Fabrizio Moro: si tratta del brano È più forte l'amore, interpretato insieme a Bianca Guaccero. 

## Promozione
Per promuovere il progetto sono stati pubblicati altri due singoli ufficiali: Andiamo il 21 aprile 2017 e La felicità il 27 ottobre.

## Tracce
Testi di Fabrizio Moro, musiche di Fabrizio Moro e Roberto Cardelli, eccetto dove indicato.
1. Pace – 4:05 (Fabrizio Moro)
2. Tutto quello che volevi – 3:08
3. Giocattoli – 3:34
4. Semplice – 2:56
5. Portami via – 3:14
6. La felicità – 3:28
7. L'essenza – 3:20
8. Sono anni che ti aspetto – 3:55
9. Andiamo – 2:48 (Fabrizio Moro)
10. È più forte l'amore (con Bianca Guaccero) – 3:04 (Fabrizio Moro)
11. Intanto – 3:52 (musica: Fabrizio Moro, Danilo Molinari, Roberto Maccaroni)

## Formazione
- Fabrizio Moro - voce
- Danilo Molinari - chitarra (tracce 1-4, 6, 7, 10 e 11)
- Roberto Maccaroni - chitarra (tracce 1-4, 6, 7, 10 e 11)
- Andrea Ra - basso (tracce 1-4, 6, 7, 10 e 11)
- Alessandro Inolti - batteria (tracce 1-4, 6, 7, 10 e 11)
- Claudio Junior Bielli - Fender Rhodes, pianoforte (tracce 1-4, 6, 7, 10 e 11)
- Antonio Filippelli - programmazione, chitarra e sintetizzatore, basso (traccia 9)
- Daniel Bestonzo - synth, programmazione, pianoforte (tracce 1-4, 6, 7, 10 e 11)
- Fabrizio Ferraguzzo - chitarra (tracce 1-4, 6, 7, 8, 10 e 11)
- Lucio Enrico Fasino - basso (traccia 5)
- Andrea Polidori - batteria (tracce 5 e 8)
- Pino Perris - orchestrazione (traccia 5)
- Roberto Cardelli - pianoforte (traccia 5)
- Silvia Ottana - basso (traccia 8)
- Riccardo Di Paola - sintetizzatore e pianoforte (traccia 8)
- Pier Cortese - chitarra acustica e cori (traccia 8)
- Cristian Milani - chitarra e programmazione (traccia 8 e 9)
- Pablo De Biasi - batteria (traccia 9)
- Enrico Brun - sintetizzatore, programmazione e pianoforte (traccia 9)

## Classifiche
| Classifica (2017) | Posizione massima |
| ----------------- | ----------------- |
| Italia            | 2                 |